# نشر کتاب کوله‌پشتی
نشر کتاب کوله‌پشتی یک مؤسسه انتشاراتی کتاب در ایران است که از سال ۱۳۹۰ فعالیتش را آغاز و عمده فعالیتش در زمینه ادبیات داخلی و خارجی است. شهرت این انتشاراتی از آنجایی است که برای نخستین مرتبه در ایران، کتاب‌های منتشر شده را دارای گارانتی رسمی نموده‌است این انتشاراتی همچنین در زمینه چاپ و نشر رمان و داستان بلند نیز با انتشار آثاری در این زمینه، نامزد جایزه ادبی جلال آل‌احمد سال ۱۳۹۷ گردیده‌است. کتاب کوله‌پشتی در عین حال علاوه بر ترجمه کتاب‌های برگزیده و برجسته از نویسندگان معتبر خارجی، اقدام به خرید حق‌نشر کتاب‌ها از ناشر رسمی نیز نموده‌است که از مهمترین آنها می‌توان به مجموعه داستان «به دردسر افتادن» اشاره داشت

## دیدگاه‌ها
کتاب کوله‌پشتی اقدام به خرید حق‌نشر کتاب‌ها از ناشر رسمی نیز نموده‌است که از مهمترین آنها می‌توان به مجموعه داستان «به دردسر افتادن» اشاره داشت.
رضانیا، مدیر نشر کوله‌پشتی در مصاحبه‌ای جداگانه با خبرگزاری تسنیم دربارهٔ بازار داغ ترجمه‌های کپی‌شده از یکدیگر معتقد است که این قضیه در فضای نشر و در میان همکاران انتشاراتی بسیار شایع شده‌است، به نظر می‌رسد لازم است قانونی جامع برای این موضوع تدوین شود که پیگیری این مهم برعهده مسؤلان فرهنگی است، ممکن است عده‌ای بگویند زمان بر است، در این صورت می‌توان حداقل قانون کپی رایت را در زمینه کتاب‌های ترجمه اعمال کرد.
این انتشاراتی برای نخستین مرتبه در ایران، تعدادی از آثار منتشر شده خود را دارای گارانتی رسمی نمود. در گام نخست دوازده عنوان کتاب شامل این طرح شدند. اباذر رضانیا دراین باره گفت «تصمیم گرفته‌ایم تا آثار منتشر شده در موسسه نشرمان را با گارانتی به مخاطب عرضه کنیم و بر این اساس مشتری پس از خرید کتاب‌های ما و در صورت جلب نشدن رضایت، می‌تواند کتاب را عودت داده و به اندازه مبلغ آن از سایر کتاب‌های موجود در انتشارات استفاده کند.» او گفت برای اجرای این طرح یک گروه از ویراستاران و کتابخوانان حرفه‌ای قبل و بعد از انتشار یک کتاب، آن را برای رسیدن به کیفیت بهتر محتوایی و چاپی بررسی می‌کنند.